# Softball-Bundesliga 2008
Die deutsche Softballmeisterschaft 2008 begann am 20. April 2008 mit dem ersten Spieltag sowohl in der Softball Bundesliga Nord als auch der Bundesliga Süd und endete mit dem Finalturnier der vier besten Mannschaften am 20. und 21. September 2008 in Mannheim. Deutscher Meister wurden die Hamburg Knights vor dem Vizemeister Neunkirchen Nightmares sowie den Mannheim Tornados und den Haar Disciples.

## Reguläre Saison
Die reguläre Saison wurde als Doppelrundenturnier ausgespielt, sodass jede Mannschaft gegen jede andere Mannschaft sowohl zuhause als auch auswärts antrat. Hierbei wurden zwei Spiele an einem Tag als sogenannter Doubleheader ausgetragen, wodurch sich beide Mannschaften insgesamt vier Mal gegenüberstanden. Die vier bestplatzierten Mannschaften der regulären Saison spielten in den Play-offs um die Meisterschaft, die schlechter platzierten Mannschaften in den Play-downs um den Klassenerhalt.

### 1. Bundesliga Nord
In der 1. Bundesliga Nord traten nur 6 Mannschaften an, sodass die Mannschaften nicht nur zweimal, sondern dreimal gegeneinander spielten. Hierdurch konnte die Anzahl der Spiele für jede Mannschaft von 20 auf 30 erhöht werden, gegenüber 24 Spielen in der 1. Bundesliga Süd. Allerdings musste aufgrund der geringen Anzahl an teilnehmenden Mannschaften im Vergleich zu der Süd-Division auf die Play-downs verzichtet werden, damit wurde eine annähernd gleiche Anzahl an Spielen für alle Mannschaften gewährleistet.
In der Endabrechnung konnten die Hamburg Knights ihren Titel als Nordmeister mit 26:4 Siegen vor den Neunkirchen Nightmares verteidigen. Auf dem dritten Platz fanden sich die Wesseling Vermins wieder, während die Brauweiler Raging Abbots sich den letzten Playoff-Platz sicherten. Die Playoffs verpassten die Cologne Cardinals mit 9:21 Siegen und die Aufsteiger Kiel Seahawks, denen nur ein Sieg im allerletzten Saisonspiel gegen die Kölnerinnen blieb.
Abschlusstabelle:
|    | Team                     | G  | V  | Pct. | GB |
| -- | ------------------------ | -- | -- | ---- | -- |
| 1. | Hamburg Knights          | 26 | 4  | .867 | 0  |
| 2. | Neunkirchen Nightmares   | 22 | 8  | .733 | 4  |
| 3. | Wesseling Vermins        | 18 | 12 | .600 | 8  |
| 4. | Brauweiler Raging Abbots | 14 | 16 | .467 | 12 |
| 5. | Cologne Cardinals        | 9  | 21 | .300 | 17 |
| 6. | Kiel Seahawks            | 1  | 29 | .033 | 25 |

### 1. Bundesliga Süd
Die 1. Bundesliga Süd wurde klar von den Mannheim Tornados dominiert, die mit nur einer Niederlage gleich im ersten Saisonspiel souverän wie im Vorjahr Südmeister wurden. Auch in der 1. Bundesliga Süd traten nur sieben anstatt der acht möglichen Mannschaften an, da für die zwei Absteiger der Saison 2007, die Deggendorf Dragons und die Dreieich Vultures, die Augsburg Dirty Slugs als einziger Aufsteiger nachrückten.
Hinter den Mannheim Tornados sicherten sich die Haar Disciples, die Freising Grizzlies und die Herrenberg Wanderers die Teilnahme an den Playoffs, während die Darmstadt Rockets, die Augsburg Dirty Slugs und die Karlsruhe Cougars in die Play-downs mussten.
Abschlusstabelle:
|    | Team                 | G  | V  | Pct. | GB |
| -- | -------------------- | -- | -- | ---- | -- |
| 1. | Mannheim Tornados    | 23 | 1  | .958 | 0  |
| 2. | Haar Disciples       | 18 | 6  | .750 | 5  |
| 3. | Freising Grizzlies   | 16 | 8  | .667 | 7  |
| 4. | Herrenberg Wanderers | 10 | 14 | .417 | 13 |
| 5. | Darmstadt Rockets    | 8  | 16 | .333 | 15 |
| 6. | Augsburg Dirty Slugs | 5  | 19 | .208 | 18 |
| 7. | Karlsruhe Cougars    | 4  | 20 | .167 | 19 |

## Playdowns

### Play-downs Nord
Die Play-downs im Norden entfielen, da nur zwei Mannschaften an diesen teilnehmen sollten. Da auch an der Relegation aus der Bundesliga zwei Mannschaften teilnehmen müssen, war eine Play-down-Runde zum Ausspielen des siebten und achten Tabellenplatzes nicht notwendig.

### Play-downs Süd
Die Play-downs im Süden wurden vom 2. bis 30. August 2008 in einer Dreiergruppe zwischen den Darmstadt Rockets, den Augsburg Dirty Slugs und den Karlsruhe Cougars ausgespielt. Obwohl die Rockets nur eines von insgesamt vier Spielen gewinnen konnten, reichte ihnen dieser Sieg, um der Relegationsrunde für die Zugehörigkeit zur Softball-Bundesliga 2009 zu entgehen.
Abschlusstabelle:
|    | Team                 | G | V  | Pct. | GB |
| -- | -------------------- | - | -- | ---- | -- |
| 1. | Darmstadt Rockets    | 9 | 19 | .321 | 0  |
| 2. | Augsburg Dirty Slugs | 7 | 21 | .250 | 2  |
| 3. | Karlsruhe Cougars    | 7 | 21 | .250 | 2  |

## Play-offs
Die Play-offs begannen zeitgleich mit den Play-downs am 2. August 2008, fanden aber schon am 24. August 2008 ihr Ende. Dabei konnten sich jeweils die in der regulären Saison höher platzierten Teams in den Überkreuzspielen durchsetzen, sodass jeweils zwei Teams aus der Bundesliga Nord und 2 Teams aus der Bundesliga Süd zum Finalturnier fahren konnten.
Play-offs:
|  | Viertelfinale | Viertelfinale          | Viertelfinale     | Viertelfinale            | Viertelfinale | Viertelfinale | Viertelfinale          |   |   | Qualifiziert für Finalturnier | Qualifiziert für Finalturnier |
|  |               |                        |                   |                          |               |               |                        |   |   |                               |                               |
|  | N1            | Hamburg Knights        | 9                 | 9                        | 3             |               |                        |   |   |                               |                               |
|  | S4            | Herrenberg Wanderers   | 2                 | 2                        | 2             |               |                        |   |   |                               |                               |
|  | S4            | Herrenberg Wanderers   | 2                 | 2                        | 2             | N1            | Hamburg Knights        |   |   |                               |                               |
|  |               |                        |                   |                          |               |               |                        |   |   |                               |                               |
|  |               | S2                     | Haar Disciples    |                          |               |               |                        |   |   |                               |                               |
|  | N3            | S2                     | Haar Disciples    | Wesseling Vermins        | 13            | 0             | 10                     | 2 | 2 |                               |                               |
|  | N3            |                        |                   | Wesseling Vermins        | 13            | 0             | 10                     | 2 | 2 |                               |                               |
|  | S2            | Haar Disciples         | 12                | 10                       | 3             | 3             | 8                      |   |   |                               |                               |
|  |               |                        |                   |                          |               |               |                        |   |   |                               |                               |
|  | N2            | Neunkirchen Nightmares | 17                | 2                        | 10            |               |                        |   |   |                               |                               |
|  | S3            | Freising Grizzlies     | 0                 | 1                        | 3             |               |                        |   |   |                               |                               |
|  | S3            | Freising Grizzlies     | 0                 | 1                        | 3             | N2            | Neunkirchen Nightmares |   |   |                               |                               |
|  |               |                        |                   |                          |               |               |                        |   |   |                               |                               |
|  |               | S1                     | Mannheim Tornados |                          |               |               |                        |   |   |                               |                               |
|  | N4            | S1                     | Mannheim Tornados | Brauweiler Raging Abbots | 2             | 0             | 0                      | 2 |   |                               |                               |
|  | N4            |                        |                   | Brauweiler Raging Abbots | 2             | 0             | 0                      | 2 |   |                               |                               |
|  | S1            | Mannheim Tornados      | 1                 | 20                       | 8             | 8             |                        |   |   |                               |                               |

## Finalturnier
Das Finalturnier um die deutsche Softballmeisterschaft fand am 21. und 22. September in Mannheim auf den Plätzen im Roberto-Clemente-Field der Mannheim Tornados statt. Gleichzeitig mit dieser Veranstaltung fanden am selben Wochenende die Spiele 3 und 4 der schließlich über 5 Spiele gehenden Finalserie um die deutsche Baseballmeisterschaft zwischen den Mannheim Tornados und den Buchbinder Legionären auf der Baseballanlage der Mannheimer statt.
Die Spiele des Finalturniers wurden zeitweise von zaplive.tv übertragen, wenn auch ohne Kommentar oder Spielstand-Einblendung. Außerdem wurde vom Ausrichter für die Sonntagsspiele ein Liveticker im Internet angeboten.

### Gruppenphase
Samstags wurden die Gruppenspiele auf den Feldern A (dem Softball-Feld) sowie B (dem Baseball-Feld) ausgespielt, in deren Verlauf die Hamburg Knights ungeschlagen blieben und dadurch direkt in das Finale einzogen. Sie konnten diesen direkten Finaleinzug durch einen 4:3-Sieg nach zwei Extra-Innings im letzten Spiel gegen die Mannheim Tornados sichern, obwohl Mannheim als nachschlagende Mannschaft in der unteren Hälfte des 8. Innings bei nur einem Aus eine Läuferin auf der dritten Base hatte. Die Haar Disciples blieben sieglos und mussten so den Neunkirchen Nightmares nach einer 2:4-Niederlage im letzten Gruppenspiel die Teilnahme am zweiten Turniertag überlassen und belegten abschließend den vierten Platz.
| Spiel 1 – Samstag 10 Uhr (Platz A) | Spiel 1 – Samstag 10 Uhr (Platz A) | Spiel 1 – Samstag 10 Uhr (Platz A) | Spiel 1 – Samstag 10 Uhr (Platz A) | Spiel 1 – Samstag 10 Uhr (Platz A) | Spiel 1 – Samstag 10 Uhr (Platz A) | Spiel 1 – Samstag 10 Uhr (Platz A) | Spiel 1 – Samstag 10 Uhr (Platz A) | Spiel 1 – Samstag 10 Uhr (Platz A) | Spiel 1 – Samstag 10 Uhr (Platz A) | Spiel 1 – Samstag 10 Uhr (Platz A) |
| Team                               | 1                                  | 2                                  | 3                                  | 4                                  | 5                                  | 6                                  | 7                                  | R                                  | H                                  | E                                  |
| ---------------------------------- | ---------------------------------- | ---------------------------------- | ---------------------------------- | ---------------------------------- | ---------------------------------- | ---------------------------------- | ---------------------------------- | ---------------------------------- | ---------------------------------- | ---------------------------------- |
| Haar Disciples                     | 0                                  | 0                                  | 1                                  | 0                                  | 0                                  | -                                  | -                                  | 1                                  | 3                                  | 4                                  |
| Hamburg Knights                    | 1                                  | 5                                  | 5                                  | 0                                  | X                                  | -                                  | -                                  | 11                                 | 6                                  | 2                                  |

| Spiel 2 – Samstag 10 Uhr (Platz B) | Spiel 2 – Samstag 10 Uhr (Platz B) | Spiel 2 – Samstag 10 Uhr (Platz B) | Spiel 2 – Samstag 10 Uhr (Platz B) | Spiel 2 – Samstag 10 Uhr (Platz B) | Spiel 2 – Samstag 10 Uhr (Platz B) | Spiel 2 – Samstag 10 Uhr (Platz B) | Spiel 2 – Samstag 10 Uhr (Platz B) | Spiel 2 – Samstag 10 Uhr (Platz B) | Spiel 2 – Samstag 10 Uhr (Platz B) | Spiel 2 – Samstag 10 Uhr (Platz B) |
| Team                               | 1                                  | 2                                  | 3                                  | 4                                  | 5                                  | 6                                  | 7                                  | R                                  | H                                  | E                                  |
| ---------------------------------- | ---------------------------------- | ---------------------------------- | ---------------------------------- | ---------------------------------- | ---------------------------------- | ---------------------------------- | ---------------------------------- | ---------------------------------- | ---------------------------------- | ---------------------------------- |
| Neunkirchen Nightmares             | 0                                  | 0                                  | 4                                  | 2                                  | 0                                  | 0                                  | 0                                  | 6                                  | 7                                  | 3                                  |
| Mannheim Tornados                  | 0                                  | 0                                  | 4                                  | 0                                  | 1                                  | 0                                  | 2                                  | 7                                  | 12                                 | 3                                  |

| Spiel 3 – Samstag 13 Uhr (Platz A) | Spiel 3 – Samstag 13 Uhr (Platz A) | Spiel 3 – Samstag 13 Uhr (Platz A) | Spiel 3 – Samstag 13 Uhr (Platz A) | Spiel 3 – Samstag 13 Uhr (Platz A) | Spiel 3 – Samstag 13 Uhr (Platz A) | Spiel 3 – Samstag 13 Uhr (Platz A) | Spiel 3 – Samstag 13 Uhr (Platz A) | Spiel 3 – Samstag 13 Uhr (Platz A) | Spiel 3 – Samstag 13 Uhr (Platz A) | Spiel 3 – Samstag 13 Uhr (Platz A) |
| Team                               | 1                                  | 2                                  | 3                                  | 4                                  | 5                                  | 6                                  | 7                                  | R                                  | H                                  | E                                  |
| ---------------------------------- | ---------------------------------- | ---------------------------------- | ---------------------------------- | ---------------------------------- | ---------------------------------- | ---------------------------------- | ---------------------------------- | ---------------------------------- | ---------------------------------- | ---------------------------------- |
| Mannheim Tornados                  | 0                                  | 0                                  | 0                                  | 2                                  | 4                                  | 2                                  | 0                                  | 8                                  | 7                                  | 3                                  |
| Haar Disciples                     | 0                                  | 0                                  | 4                                  | 0                                  | 0                                  | 0                                  | 0                                  | 4                                  | 5                                  | 2                                  |

| Spiel 4 – Samstag 13 Uhr (Platz B) | Spiel 4 – Samstag 13 Uhr (Platz B) | Spiel 4 – Samstag 13 Uhr (Platz B) | Spiel 4 – Samstag 13 Uhr (Platz B) | Spiel 4 – Samstag 13 Uhr (Platz B) | Spiel 4 – Samstag 13 Uhr (Platz B) | Spiel 4 – Samstag 13 Uhr (Platz B) | Spiel 4 – Samstag 13 Uhr (Platz B) | Spiel 4 – Samstag 13 Uhr (Platz B) | Spiel 4 – Samstag 13 Uhr (Platz B) | Spiel 4 – Samstag 13 Uhr (Platz B) |
| Team                               | 1                                  | 2                                  | 3                                  | 4                                  | 5                                  | 6                                  | 7                                  | R                                  | H                                  | E                                  |
| ---------------------------------- | ---------------------------------- | ---------------------------------- | ---------------------------------- | ---------------------------------- | ---------------------------------- | ---------------------------------- | ---------------------------------- | ---------------------------------- | ---------------------------------- | ---------------------------------- |
| Neunkirchen Nightmares             | 0                                  | 0                                  | 0                                  | 0                                  | 0                                  | -                                  | -                                  | 0                                  | 1                                  | 2                                  |
| Hamburg Knights                    | 4                                  | 0                                  | 0                                  | 2                                  | 1                                  | -                                  | -                                  | 7                                  | 10                                 | 2                                  |

| Spiel 5 – Samstag 16 Uhr (Platz A) | Spiel 5 – Samstag 16 Uhr (Platz A) | Spiel 5 – Samstag 16 Uhr (Platz A) | Spiel 5 – Samstag 16 Uhr (Platz A) | Spiel 5 – Samstag 16 Uhr (Platz A) | Spiel 5 – Samstag 16 Uhr (Platz A) | Spiel 5 – Samstag 16 Uhr (Platz A) | Spiel 5 – Samstag 16 Uhr (Platz A) | Spiel 5 – Samstag 16 Uhr (Platz A) | Spiel 5 – Samstag 16 Uhr (Platz A) | Spiel 5 – Samstag 16 Uhr (Platz A) | Spiel 5 – Samstag 16 Uhr (Platz A) | Spiel 5 – Samstag 16 Uhr (Platz A) |
| Team                               | 1                                  | 2                                  | 3                                  | 4                                  | 5                                  | 6                                  | 7                                  | 8                                  | 9                                  | R                                  | H                                  | E                                  |
| ---------------------------------- | ---------------------------------- | ---------------------------------- | ---------------------------------- | ---------------------------------- | ---------------------------------- | ---------------------------------- | ---------------------------------- | ---------------------------------- | ---------------------------------- | ---------------------------------- | ---------------------------------- | ---------------------------------- |
| Hamburg Knights                    | 0                                  | 0                                  | 1                                  | 0                                  | 0                                  | 0                                  | 1                                  | 0                                  | 2                                  | 4                                  | 5                                  | 1                                  |
| Mannheim Tornados                  | 1                                  | 0                                  | 0                                  | 0                                  | 0                                  | 0                                  | 1                                  | 0                                  | 1                                  | 3                                  | 7                                  | 4                                  |

| Spiel 6 – Samstag 16 Uhr (Platz B) | Spiel 6 – Samstag 16 Uhr (Platz B) | Spiel 6 – Samstag 16 Uhr (Platz B) | Spiel 6 – Samstag 16 Uhr (Platz B) | Spiel 6 – Samstag 16 Uhr (Platz B) | Spiel 6 – Samstag 16 Uhr (Platz B) | Spiel 6 – Samstag 16 Uhr (Platz B) | Spiel 6 – Samstag 16 Uhr (Platz B) | Spiel 6 – Samstag 16 Uhr (Platz B) | Spiel 6 – Samstag 16 Uhr (Platz B) | Spiel 6 – Samstag 16 Uhr (Platz B) |
| Team                               | 1                                  | 2                                  | 3                                  | 4                                  | 5                                  | 6                                  | 7                                  | R                                  | H                                  | E                                  |
| ---------------------------------- | ---------------------------------- | ---------------------------------- | ---------------------------------- | ---------------------------------- | ---------------------------------- | ---------------------------------- | ---------------------------------- | ---------------------------------- | ---------------------------------- | ---------------------------------- |
| Haar Disciples                     | 0                                  | 1                                  | 1                                  | 0                                  | 0                                  | 0                                  | 0                                  | 2                                  | 7                                  | 2                                  |
| Neunkirchen Nightmares             | 0                                  | 0                                  | 2                                  | 0                                  | 2                                  | 0                                  | X                                  | 4                                  | 6                                  | 1                                  |

Gruppentabelle:
|    | Team                   | G | V | Pct.  |
| -- | ---------------------- | - | - | ----- |
| 1. | Hamburg Knights        | 3 | 0 | 1.000 |
| 2. | Mannheim Tornados      | 2 | 1 | 0.667 |
| 3. | Neunkirchen Nightmares | 1 | 2 | 0.333 |
| 4. | Haar Disciples         | 0 | 3 | 0.000 |

### Finals
Die Finals wurden sonntags ausgespielt und begannen mit dem Halbfinale zwischen den Mannheim Tornados und den Neunkirchen Nightmares um den Einzug ins Endspiel gegen die Hamburg Knights. Die Neunkirchen Nightmares konnten sich für die Niederlage am Vortag revanchieren und machten mit dem 4:2-Sieg ein reines Nordfinale perfekt. Die Mannheimerinnen konnten in diesem Spiel weder den Heimvorteil noch den Vorteil des nachschlagenden Teams nutzen und mussten ihre Hoffnungen auf die angestrebte Titelverteidigung begraben und sich mit Platz 3 in der Endabrechnung zufriedengeben.
| Halbfinale – Sonntag 10 Uhr (Platz A) | Halbfinale – Sonntag 10 Uhr (Platz A) | Halbfinale – Sonntag 10 Uhr (Platz A) | Halbfinale – Sonntag 10 Uhr (Platz A) | Halbfinale – Sonntag 10 Uhr (Platz A) | Halbfinale – Sonntag 10 Uhr (Platz A) | Halbfinale – Sonntag 10 Uhr (Platz A) | Halbfinale – Sonntag 10 Uhr (Platz A) | Halbfinale – Sonntag 10 Uhr (Platz A) | Halbfinale – Sonntag 10 Uhr (Platz A) | Halbfinale – Sonntag 10 Uhr (Platz A) |
| Team                                  | 1                                     | 2                                     | 3                                     | 4                                     | 5                                     | 6                                     | 7                                     | R                                     | H                                     | E                                     |
| ------------------------------------- | ------------------------------------- | ------------------------------------- | ------------------------------------- | ------------------------------------- | ------------------------------------- | ------------------------------------- | ------------------------------------- | ------------------------------------- | ------------------------------------- | ------------------------------------- |
| Neunkirchen Nightmares                | 2                                     | 0                                     | 1                                     | 1                                     | 0                                     | 0                                     | 0                                     | 4                                     | 5                                     | 2                                     |
| Mannheim Tornados                     | 0                                     | 1                                     | 1                                     | 0                                     | 0                                     | 0                                     | 0                                     | 2                                     | 7                                     | 5                                     |

Im Endspiel mussten die Nightmares sich dann aber nach 1 Stunde und 53 Minuten mit 0:6 den Hamburg Knights geschlagen geben, die somit Deutscher Softballmeister 2008 wurden.
| Finale – Sonntag 13 Uhr (Platz A) | Finale – Sonntag 13 Uhr (Platz A) | Finale – Sonntag 13 Uhr (Platz A) | Finale – Sonntag 13 Uhr (Platz A) | Finale – Sonntag 13 Uhr (Platz A) | Finale – Sonntag 13 Uhr (Platz A) | Finale – Sonntag 13 Uhr (Platz A) | Finale – Sonntag 13 Uhr (Platz A) | Finale – Sonntag 13 Uhr (Platz A) | Finale – Sonntag 13 Uhr (Platz A) | Finale – Sonntag 13 Uhr (Platz A) |
| Team                              | 1                                 | 2                                 | 3                                 | 4                                 | 5                                 | 6                                 | 7                                 | R                                 | H                                 | E                                 |
| --------------------------------- | --------------------------------- | --------------------------------- | --------------------------------- | --------------------------------- | --------------------------------- | --------------------------------- | --------------------------------- | --------------------------------- | --------------------------------- | --------------------------------- |
| Neunkirchen Nightmares            | 0                                 | 0                                 | 0                                 | 0                                 | 0                                 | 0                                 | 0                                 | 0                                 | 6                                 | 1                                 |
| Hamburg Knights                   | 0                                 | 2                                 | 0                                 | 0                                 | 4                                 | 0                                 | X                                 | 6                                 | 10                                | 1                                 |

Während der Siegerehrung wurden auch die Individualauszeichnungen für die besten Spielerinnen des Finalturniers vergeben:

Best Batter: Shalayna Nutter-Gaudet (Mannheim Tornados)

Best Pitcher: Vivian Melzer (Hamburg Knights)

Most Valuable Player: Valentina Mommer (Hamburg Knights)